# Estació de Binissalem
L'estació de Binissalem és una estació de tren de Serveis Ferroviaris de Mallorca. Està situat a Binissalem, a la part nord, gairebé als afores. Consta de dues andanes laterals per on passen dues vies. També té una via d'apartador en desús.
| Procedència/Destinació             | <             | Línia          | >       | Procedència/Destinació |
| ---------------------------------- | ------------- | -------------- | ------- | ---------------------- |
| Serveis Ferroviaris de Mallorca    |               |                |         |                        |
| Estació Intermodal-Plaça d'Espanya | Consell-Alaró | Palma-sa Pobla | Lloseta | sa Pobla               |
| Estació Intermodal-Plaça d'Espanya | Consell-Alaró | Palma-Inca     | Lloseta | Inca                   |
| Estació Intermodal-Plaça d'Espanya | Consell-Alaró | Palma-Manacor  | Lloseta | Manacor                |